# Бриттани Эндрюс
Бриттани Эндрюс (англ. Brittany Andrews; настоящее имя англ. Michelle Barry; род. 13 августа 1973, Милуоки, Висконсин, США) — американская порноактриса, продюсер и режиссёр. Член зала славы AVN Awards.

## Биография
До того как начать свою карьеру в порноиндустрии Бриттани Эндрюс работала в салоне красоты. Примерно в возрасте 19 лет начала исполнять стриптиз. В 1995 году сделала откровенную фотосессию для мужского журнала. Начала сниматься в порнофильмах после встречи с Дженной Джеймсон в том же году.
Бриттани Эндрюс помимо съёмок в порно является ведущей и сопродюсером кабельных TV шоу, таких как Playboy TV и Talking Blue. Владеет Britco Pictures studio в которой снимается сама, а также режиссирует и продюсирует порноленты, в основном лейсбийской направленности, такие как Страпон-фильм Brittany’s Bitch Boys и Lesbians in Lust
Бриттани является сторонницей использования презервативов в съёмках порно.
В 2007 году Бриттани Эндрюс приняла участие в шоу Тайры Бэнкс, где обсуждалась тема вебкамерных секс-услуг.
В феврале 2008 года на вечеринке праздника Президентский день актриса объявила об уходе из порно и высказала намерение переехать в Нью-Йорк для учёбы в кинематографической школе «New York Film Academy» и отойти на неопределённое время от дел. Но к радости поклонников, в 2010 году она вновь снялась в порноверсии фильма «Секс в большом городе» англ. Sex and the City: A XXX Parody.
На 2019 год снялась в 363 порнофильмах.

## Награды
- 2008 год — Зал славы AVN[11]
- 2008 год — Зал славы Legends of Erotica[12]